# Дара Шукох
Дара Шукох (*20 березня 1615, Аджмер —30 серпня 1659, Делі) — індійський політичний та військовий діяч імперії Великих Моголів, спадкоємець трону, поет, письменник, перекладач.

## Життєпис

### Молоді роки
Походив з роду Тимурідів, династії великих Моголів. Старший син принца Хуррама (майбутнього падішаха Шах Джахана) та Мумтаз-Махал. Його ім'я значить «Подібний до Дарія» (малося на увазі Дарія I Ахеменіда). Отримав гарну освіту: знав арабську, перську, давньоюдейську, гінді, санскрит.
У 1622 році після невдалого повстання батька проти діда Джаханґіра знаходився у заручниках у фактичній правительки імперії Нур Джахан.
Після здобуття батьком трону падішаха отримав титул шах-заде й розглядався як спадкоємець трону. У 1633 році оженився на своїй троюрідній сестрі Надірі-бегам. Того ж року отримав військову посаду й військо з 6 тисяч кіннотників та 12 тисяч піхоти. До 1642 року пройшов усі шаблі військової служби, командуючи різними з'єднаннями. Втім здебільшого не брав участь у військових кампаніях.
У 1642 році офіційно отримав титул спадкоємця трону (шахзаде-е-буланд ікбал) разом з 20 тисячами піхоти й 20 тисячами кіннотників. У 1645 році призначається субадаром (губернатором) Алахабаду, у 1648 році субадаром Гуджарату. У 1652 році стає субадаром Кабула й Мултана та отримує титул шах-е-буланд ікба, тобто стає фактичним співволодарем імперії. Шах Джахан наказав поставити разом із своїм павиним троном ще золотий трон для Дара Шукоха. До 1657 року він командував вже 50 тисячами піхоти й 40 тисячами кінноти.

### Боротьба з братами
У 1657 році Шах Джахан раптово захворів на горло. Це спричинило низку повстань, на чолі яких стали брати Дара Шукоха — Шах Шуджа у Бенгалії, Мурад Бахша в гуджараті, Аурангзеб у Декані. Наприкінці того ж року Дара призначається субадаром Біхара.
14 лютого 1658 році син Дара Шукоха — Сулейман Шукох — разом з Джай Сінґхом I переміг Шах Шуджу у битві при Бахадурпурі (біля Варанасі). Втім об'єднані сили Аурангзеба та Мурада Бахші при підтримці Мір Джумли з Декану у битвах спочатку при Удджайні, а потім при Самугарсі (поблизу Агри) завдали суттєвих поразок Дарі Щукоху. Після цього Дара змушений був відступити від Агри, яку захопив Аурангзеб.
Дара Шукох відступав через Пенджаб, Сінд до Гуджарат, де місцевий субадар надав йому фінансову та військову допомогу. Після цього рушив до Раджастхану. Втім тут його зрадив раджпутський князь Джасвант Сінгх, який перейшов на бік Аурангзеба. Вирішальна битва відбулася 11 березня 1659 року біля Деораї (поблизу від Аджмера), в якій війська Дара Шукоха були розбиті вщент. Після цього Дара втік до Сінда, де був підступно схоплений Маліком Дживаном, володарем дадару (Сулейманові гори), якого свого часу Дара Шукох врятував.
Полоненого Дара Шукоха доставили в Делі, де Аурангзеб планував провести над ним суд, як над відступником від норм ісламу. В цей час населення Делі повстало з метою звільнити Дара, проте це повстання було придушено. А 30 серпня 1659 року страчено самого Дара Шукоха.

## Творчість
Виступав за поєднання досягнень мусульманського та індуського світів. Пропагував релігійну та культурну терпимість (в цьому наслідував своїм предкам) на відміну від брата Аурангзеба. Товаришував з сикхським гуру Хар Раєм, який надав підтримку Дара Шукоху під час того поневірянь після поразок від братів.
Перекладав перською індуїстські релігійно-філософські твори, зокрема у 1657 році — 50 Упанішад під назвою Сіррі-е-Акбар (Велика таємниця). Переклав також Васиштху-йогу та Бгаґавад-Ґіту
Є автором численних філософських праць із суфізму. Найвідомішою працею Дара Шукоха є трактат «Маджму-уль-Бахрейн» («Злиття двох морів»), де він науково порівнює філософські та етичні категорії суфізму та Вед.
Більша частина його віршів увійшли до збірки «Великий еліксир».

## Родина
1. Дружина — Надіра Бану Бегам
Мали 7 дітей, з яких відомі:
- Сулейман Шукох (1635–1662)
- Мумтаз Шукох (1643–1647)
- Сіпіхр Шукох (1644–1708)
- Джані Бегам (д/н—1705)